# José Antonio Almarza
José Antonio Almarza (Maracaibo, Venezuela, 1780-Maracaibo, 1837) fue un militar, escritor, poeta, químico, periodista y político venezolano. Prócer de la Independencia, quien con el padre San Just ha sido considerado de los primeros poetas del Zulia en el orden cronológico. 

## Biografía
Perteneció a una de las familias más distinguida por sus riquezas y posición social. Fue servidor a la causa independentista del Zulia, (integra al movimiento La Escuela de Cristo junto a San Just).
Se conserva muy poco de su producción (un soneto y una décima). El soneto denominado Soneto al Libertador, improvisado en el banquete con que la ciudad de Maracaibo obsequió al Libertador en su visita a esta ciudad en 1826, y se refiere al deseo que existía que El Libertador se coronara como Napoleón, y que el mismo Libertador rechazaba.
Almarza fue ascendido al grado de capitán por Bolívar en 1827, por sus intentos revolucionario sufrió prisión en el Castillo de Puerto Cabello. Fue presidente del Consejo Municipal de Maracaibo y redactor del periódico del El patriota del Zulia en 1829.